# Maria Laura Gemelli Marciano
Maria Laura Gemelli Marciano (* 10. September 1952) ist eine italienisch-schweizerische Klassische Philologin.

## Leben
Nach der Matura Typus A 1971 am Liceo Classico C. Colombo in Genua studierte sie von 1971 bis 1975 klassische Philologie, Indogermanistik, antike Philosophie und italienische Literatur an der Universität Genua. Von 1980 bis 1987 lehrte sie als Gymnasiallehrerin im Tessin Latein und Italienisch. An der Universität Zürich wurde sie 1988 promoviert. Von 1990 bis 1991 war sie Assistentin am klassisch-philologischen Seminar der Universität Zürich. Wissenschaftliche Mitarbeiterin Walter Burkerts war sie von 1993 bis 1996. Seit der Habilitation 1996 an der Philosophischen Fakultät der Universität Zürich für das Gebiet der Klassischen Philologie ist sie dort Privatdozentin. Im Wintersemester 1999/2000 und Sommersemester 2001 vertrat sie an der Universität Bern den Lehrstuhl für Gräzistik. Seit 2006 ist sie Titularprofessorin für Klassische Philologie an der Universität Zürich. 2011 hielt sie Gastvorlesungen für Religionswissenschaft der Antike an der Universität Basel.
Ihre Arbeits- und Forschungsschwerpunkte sind die frühgriechische Philosophie (Vorsokratiker), Doxographie, antike Medizin und antike Mystik.

## Schriften (Auswahl)
- Le metamorfosi della tradizione. Mutamenti di significato e neologismi nel PERI PHYSEOS di Empedocle (= Rane. Collana di Studi e Testi. Band 5). Levante, Bari 1990, OCLC 911994339 (zugleich Dissertation, Zürich 1988).
- als Herausgeberin mit Walter Burkert, Lucia Orelli und Elisabetta Matelli: Fragmentsammlungen philosophischer Texte der Antike. Le raccolte dei frammenti di filosofi antichi. Atti del Seminario Internazionale Ascona, Centro Stefano Franscini 22–27 September 1996 (= Aporemata. Band 3). Vandenhoeck & Ruprecht, Göttingen 1998, ISBN 3-525-25902-6.
- als Herausgeberin: Walter Burkert: Kleine Schriften. II Orientalia (= Hypomnemata. Untersuchungen zur Antike und zu ihrem Nachleben. Band 2). Vandenhoeck & Ruprecht, Göttingen 2003, ISBN 3-525-25271-4.
- Thales, Anaximander, Anaximenes, Pythagoras und die Pythagoreer, Xenophanes, Heraklit. Griechisch-lateinisch-deutsch. Auswahl der Fragmente und Zeugnisse, Übersetzung und Erläuterungen (= Die Vorsokratiker. Band 1). Artemis & Winkler, Düsseldorf 2007, ISBN 978-3-7608-1735-4.
- Democrito e l'Accademia. Studi sulla trasmissione dell'atomismo antico da Aristotele a Simplicio (= Studia Praesocratica . Band 1). de Gruyter, Berlin u. a. 2007, ISBN 978-3-11-018542-3 (zugleich Habilitationsschrift, Zürich 1995).
- Parmenides, Zenon, Empedokles. Griechisch-lateinisch-deutsch. Auswahl der Fragmente und Zeugnisse, Übersetzung und Erläuterungen (= Die Vorsokratiker. Band 2). Artemis & Winkler, Düsseldorf 2009, ISBN 3-538-03500-8.
  - 3. überarbeitete Auflage, ebenda 2013, ISBN 3-05-006019-0.
- mit Livio Rossetti und Massimo Pulpito: Parmenide. Suoni, immagini, esperienza (= Eleatica. Band 3). Academia Verlag, Sankt Augustin 2013.
- Anaxagoras, Melissos, Diogenes von Apollonia, die antiken Atomisten. Griechisch-lateinisch-deutsch. Auswahl der Fragmente und Zeugnisse, Übersetzung und Erläuterungen (= Die Vorsokratiker. Band 3). Artemis & Winkler, Düsseldorf 2010, ISBN 978-3-538-03502-7.
  - 2. überarbeitete Auflage, ebenda 2013, ISBN 978-3-05-006021-7.